# D-5T

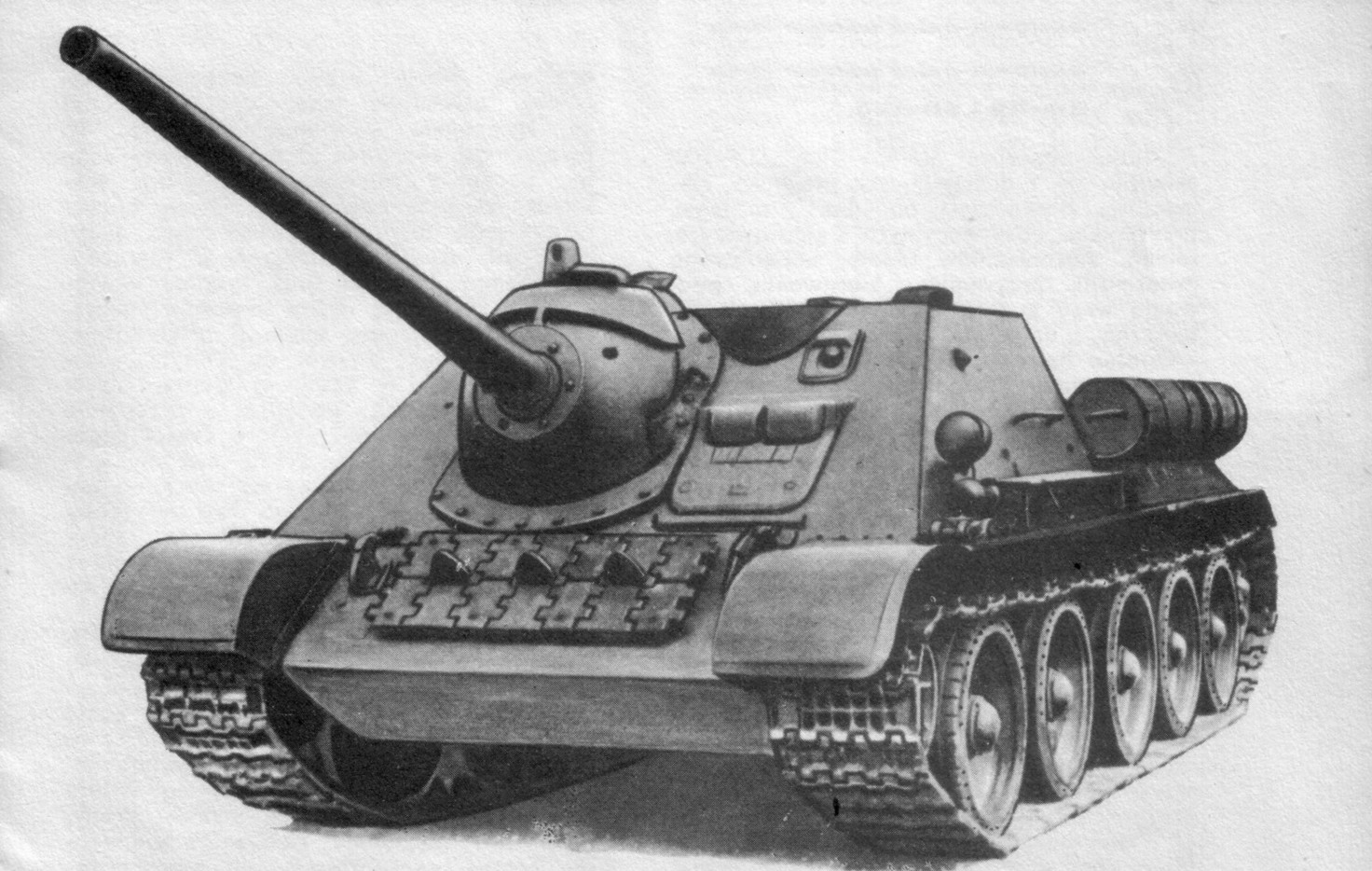
SU85驅逐坦克 上面裝設D-5T炮

如同同時代下許多防空砲，生產於1939年的85mm M1939防空砲衍生出了反戰車砲的型號，定名為D-5T。
在1942年時，有鑑於使用F-34戰車砲的T-34戰車，其射程和穿甲能力都比三號突擊砲上的StuK.40和四號戰車上的KwK40要來得低弱，加上被1942年底服役的虎式戰車上所安裝的KwK36所刺激下，紅軍將領們認為應要以85mm高射砲為基礎改為反戰車砲。彼得羅夫設計局研製的D-5 85mm砲。雖然對於T-34的砲塔而言太大，但卻可以安裝在在SU-122的底盤上，名為SU-85。

## 規格

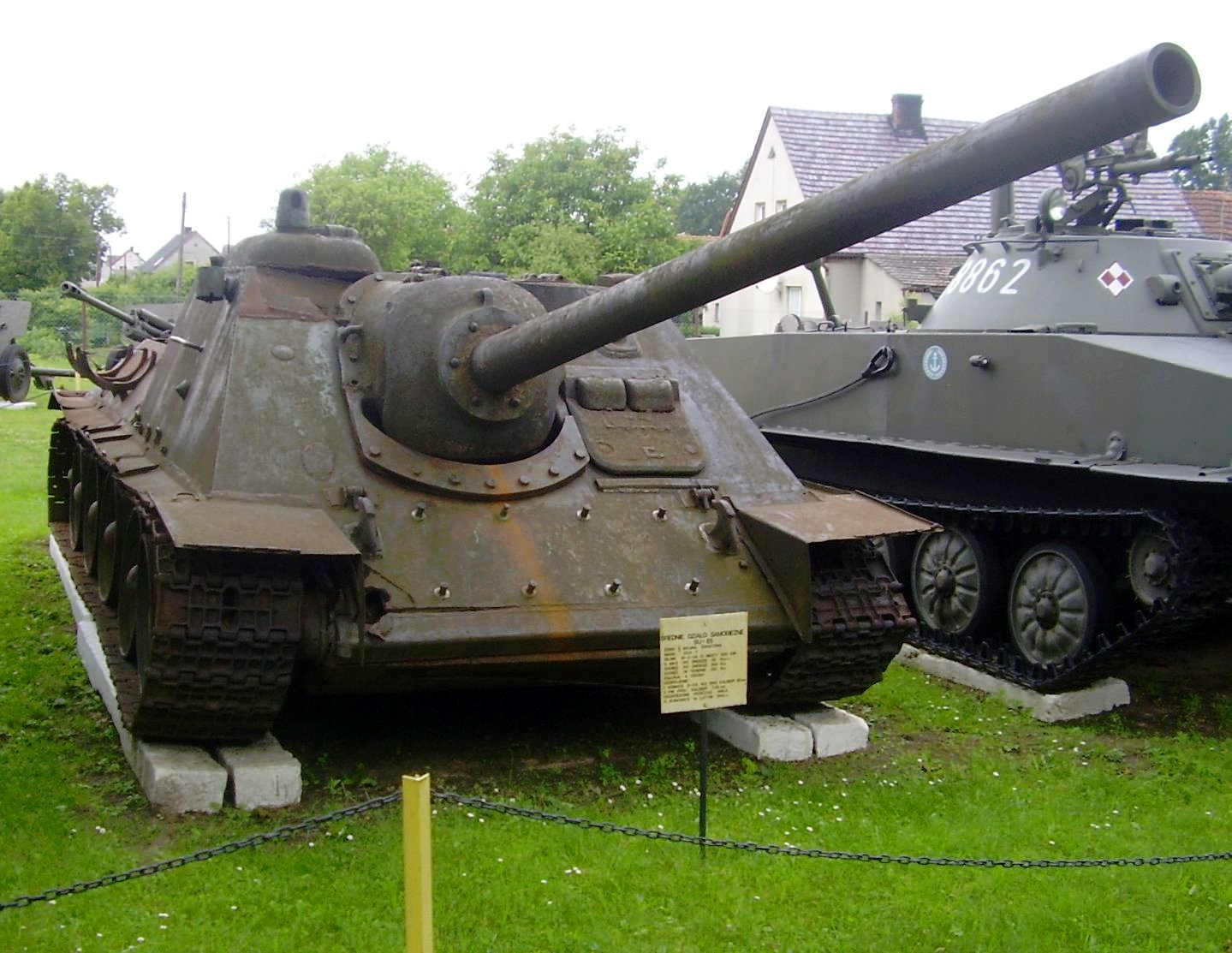
SU85驅逐坦克 上面裝設D-5T炮

| 長度                 | 7.05米（23英尺2英寸）      |  | 備註 此為防空炮版本規格 |
| -------------------- | -------------------------- |  | ----------------------- |
| 寬度                 | \| 2.15米（7英尺1英寸） \| |  | 此為防空炮版本規格      |
| 高度                 | 2.25米（7英尺5英寸）       |  | 此為防空炮版本規格      |
| 口徑                 | 85毫米（3.34英吋）         |  |                         |
| 2.15米（7英尺1英寸） |                            |  |                         |

使用車種:
- T-34
- T-34/85
- SU-85
- KV-85坦克
- IS-85(IS-1)

## 同時代下性能相近的武器
- KwK36_88毫米戰車炮
- M1_90公釐砲
- QF_17磅炮